# Irina Demick
Irina Demick lub Irina Demich (ur. 16 października 1936 w Pommeuse, zm. 8 października 2004 w Indianapolis) – francuska aktorka filmowa rosyjskiego pochodzenia.

## Życiorys
Przyszła na świat jako Irina Dziemiach w Pommeuse, francuskim regionie Île-de-France. W młodości wyjechała do Paryża, gdzie została modelką. W kinie zadebiutowała rolą w filmie Julie la rousse (1959), a następnie poznała amerykańskiego producenta Darryla F. Zanucka i została jego kochanką. W 1962 Zanuck obsadził ją w roli Janine Boitard, bojowniczki francuskiego ruchu oporu w swojej wojennej megaprodukcji Najdłuższy dzień.
Demick kontynuowała karierę występami w produkcjach francuskich, włoskich, amerykańskich, brytyjskich czy niemieckich. Pojawiła się w takich filmach, jak m.in. Pan do towarzystwa (1965), Wizyta starszej Pani (1964), Ci wspaniali mężczyźni w swych latających maszynach (1965) czy Klan Sycylijczyków (1969). Po nakręceniu dwóch włoskich horrorów w 1972 kariera Demick nieoczekiwanie uległa zatrzymaniu.
W 1964 wyszła za Phillipe'a Wahla, szwajcarskiego przedsiębiorcę, z którym mieszkała w Rzymie i Paryżu. Po rozwodzie w 1979 przeniosła się do USA. Zmarła w wieku 67 lat 8 października 2004 w Indianapolis w stanie Indiana.

## Filmografia
- 1959: Julie la rousse
- 1962: Najdłuższy dzień (The Longest Day) jako Janine Boitard
- 1963: OSS 117 w natarciu (OSS 117 se déchaîne) jako Lucia
- 1964: Wizyta starszej pani (The Visit) jako Anya
- 1964: Pan do towarzystwa (Un Monsieur de compagnie) jako Nicole
- 1965: Up from the Beach jako Lili Rolland
- 1965: Ci wspaniali mężczyźni w swych latających maszynach (Those Magnificent Men in Their Flying Machines) jako Brigitte / Ingrid / Marlene / Françoise / Yvette / Betty
- 1965: La Métamorphose des cloportes jako Catherine Verdier
- 1966: Grieche sucht Griechin jako Chloé Saloniki
- 1967: Tiffany Memorandum jako Sylvie Meynard
- 1968: Prudence and the Pill jako Elizabeth Brett
- 1969: La porta del cannone jako Rada Kálmán
- 1969: Archanioł (L'arcangelo) jako Sig.ra Taroochi Roda
- 1969: Klan Sycylijczyków (Le clan des Siciliens) jako Jeanne Manalese
- 1970: Die Weibchen jako Anna
- 1970: Quella chiara notte d'ottobre
- 1971: Goya, historia de una soledad jako księżna Alby
- 1972: Naga dziewczyna zamordowana w parku (Ragazza tutta nuda assassinata nel parco) jako Magda Wallenberger
- 1972: Tragiczna ceremonia (Estratto dagli archivi segreti della polizia di una capitale europea) jako matka Billa